# Een plek onder de zon (televisieserie)
Een plek onder de zon (Engels: A place in the Sun) is een Britse televisieserie over huizenjagen in het buitenland. 
Een plek onder de zon is een Britse tv-reeks van Freeform Productions en Channel 4. Het is een realityprogramma waarin koppels op zoek gaan naar hun plek onder de zon. Ze zoeken een huis in het buitenland om er te gaan wonen of als buitenverblijf. Elke aflevering vindt plaats in een ander land en regio. 
Per aflevering komen er - meestal - zes huizen aan bod die de huizenjagers bezoeken. De kijker krijgt een beknopte beschrijving met de positieve kanten van het huis. De negatieve kanten worden erbij vermeld, meestal verbaal. Ook wordt het bod toegevoegd aan de beschrijving. Tussendoor bezoeken de presentatrice en de huizenjagers ook de lokale steden en culturele regio's. 

## Presentatrices
- Amanda Lamb
- Victoria Hollingsworth
- Simone Bienne
- Zilpah Hartley
- Jasmine Harman

## Uitzendingen
| Land                | Zender     |
| ------------------- | ---------- |
| Verenigd Koninkrijk | Channel 4  |
| België              | Vitaya     |
| Nederland           | SBS6, SBS9 |